# Kutless

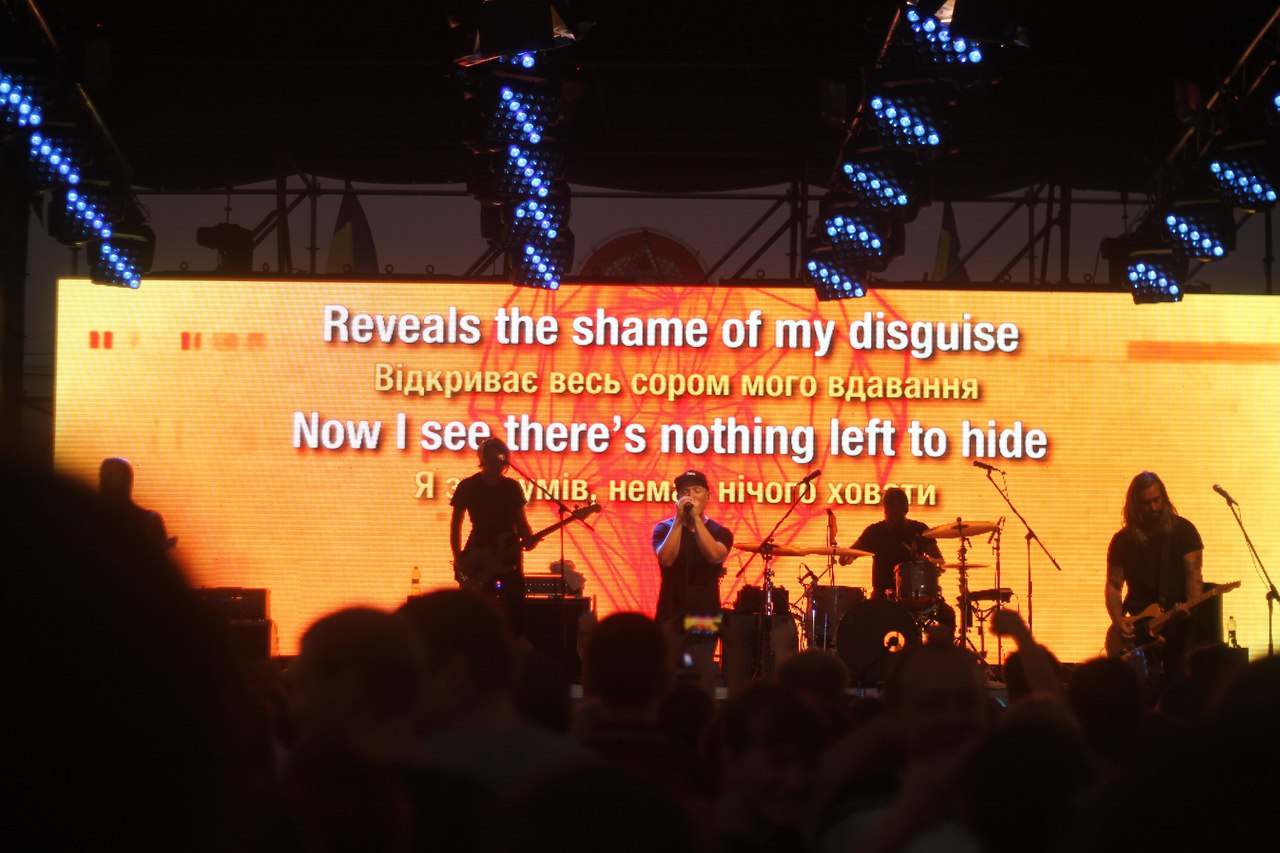
В Мелитополе

Kutless — христианская рок-группа из Портленда, штат Орегон, которая была образована в 2000 году. Группа также выпустила концертный альбом, Live from Portland. В настоящее время они продали около 2 миллионов записей.

## История
Группа была сформирована в 2000 году в Портленде, штат Орегон, под названием Call Box. Группа выступала 1999—2000 учебные года на Warner Pacific. Их первый гитарист Эндрю Моррисон, решил уйти из группы незадолго до того, как группа подписала контракт со звукозаписывающей компанией «BEC Records». На смену Эндрю пришёл Джеймс Мид. Группа сменила своё название на Kutless в октябре 2001. В 2002 был написан первый полноценный альбом на BEC Records.

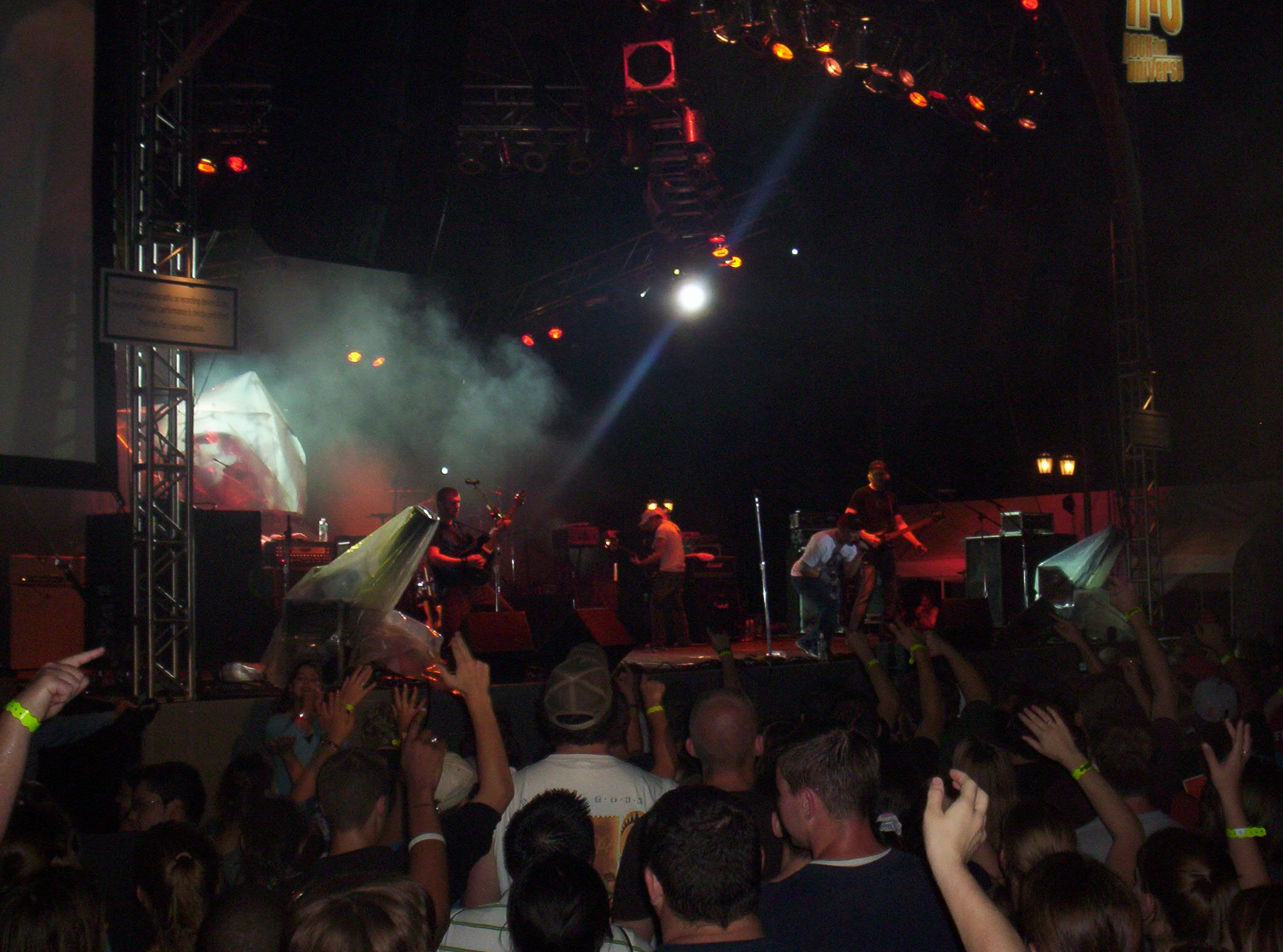

## Дискография

### Студийные альбомы
| Год  | Название                  | Лейбл          | Сертификаты |
| ---- | ------------------------- | -------------- | ----------- |
| 2002 | Kutless                   | BEC Recordings |             |
| 2004 | Sea of Faces              | BEC Recordings |             |
| 2005 | Strong Tower              | BEC Recordings | золотой     |
| 2006 | Hearts of the Innocent    | BEC Recordings |             |
| 2008 | To Know That You're Alive | BEC Recordings |             |
| 2009 | It Is Well                | BEC Recordings |             |
| 2012 | Believer                  | BEC Recordings |             |
| 2014 | Glory                     | BEC Recordings |             |
| 2015 | Surrender                 |                |             |